# NGC 6757
NGC 6757 est une galaxie lenticulaire barrée située dans la constellation du Dragon. Sa vitesse par rapport au fond diffus cosmologique est de 2 245 ± 50 km/s, ce qui correspond à une distance de Hubble de 33,1 ± 2,4 Mpc (∼108 millions d'al). NGC 6757 a été découverte par l'astronome américain Lewis Swift en 1884.
NGC 6757 est une galaxie du champ, c'est-à-dire qu'elle n'appartient pas à un amas ou un groupe et qu'elle est donc gravitationnellement isolée.